# 第52战斗机联队 (纳粹德国)
第52战斗机联队（德語：Jagdgeschwader 52，簡稱：JG 52）是隶属于纳粹德国空军的战斗机作战单位，截至纳粹德国无条件投降，该单位累计击落了1万多架敌机，空战史上击落飞机最多的三位飞行员埃里希·哈特曼（352架）、格尔哈德·巴克霍隆（301架）、京特·拉爾（275架）均诞生在这个联队内。此单位总共拥有31位击落数超过100架的超级王牌、85位击落5架以上敌机的王牌飞行员。

## 编制与装备
同德军其他航空联队相同，JG 52下辖联队本部和三个大队，每个大队由3个中队和大队本部组成。每个中队由3至4个4机编队组成，而大队本部和联队本部则拥有3或4架用于机动的飞机。除此以外，JG 52还拥有第13和第15两个外籍中队。到了1944年8月之后，该联队改组为每个大队拥有4个中队的编制。全联队大概拥有120至200架战斗机，从组建到战争结束，该联队只装备过梅塞施密特的Bf 109这一种战斗机。

## 历史

### 西线
该部队的前身为第433战斗机联队第一大队。1939年5月1日，这个大队更名为52联队第一大队，指挥官为Hubert Merhart von Bernegg少校，同时这也是该联队唯一的大队，这一大队驻扎在鲁尔附近。1939年9月13日，在第71战斗机联队第一中队和第72战斗机联队第11中队的基础上创建了52联队的第4和第5中队，另外还新建了第6中队。不过在战争初期该联队战绩平平，1939年一年也不过击落了4架敌机而已。1940年3月1日，第三个大队在第28战斗机联队第一大队的基础上成立。同一年中该联队被拆散后投入了法国战役的空战与不列颠空战。

### 东线
1941年6月22日，巴巴罗萨作战开始，JG52的第2与第3大队分别投入了中线与南线的作战。1941年7月23日，还在西线第一大队作战的李斯曼获得了全联队第一个骑士铁十字勋章。1941年9月，第一大队也被调往了东线，至此以后整个联队大部分时间都在苏联战斗，许多人认为苏联飞行员相对较低的战斗、战术水平是该联队能够击落大量飞机的主要原因。此后，该联队伴随的南路德军的进攻，参与了在高加索的空战。1942年9月16日，赫尔曼·格拉夫总计击落了172架飞机，获得了全联队第一枚钻石橡叶带剑骑士铁十字勋章。而此时据他获得最基本的骑士铁十字勋章才不过8个月，德军高层害怕格拉夫被击落后会大大损伤士气，于是将其调回西线从事教官工作。1941年10月10日，52联队接收了第一个外籍中队，来自克罗地亚的第15中队。1942年10月27日，该联队迎来了其第二个外籍中队，来自斯洛伐克的第13中队。1943年，该联队第二和第三大队支援了刻赤海峡与克里米亚的空战。同年8月第一与第三大队还参与了库尔斯克会战。

### 退守国内
随着德军在东线的节节败退，第52战斗机联队也开始逐步向国内撤离，最后到达东线的一大队却在1943年就回到国内。1944年1月，第13中队解散。1944年4月16日，二大队转战罗马尼亚，8月31日又退至匈牙利。第15中队也在这个月解散，它总共完成了5000多次出击任务，有记录的击落数为300余架。1944年8月，埃里希·哈特曼获得了全联队第二个钻石橡叶带剑骑士铁十字勋章，而此勋章总共不过颁发了27枚。10月1日，重新回到联队的格拉夫成为最后一任联队长。1945年1月，三大队也退回德国境内。1945年2月，该联队被编入第6航空队。第二大队在1945年4月1日又转至奥地利。1945年5月8日，随着德国的投降，第52战斗机联队也结束了其作战历史。